# Coelioxys hirtiventris
Coelioxys hirtiventris är en biart som beskrevs av Popov 1946. Coelioxys hirtiventris ingår i släktet kägelbin, och familjen buksamlarbin. Inga underarter finns listade i Catalogue of Life.